# Atlantic (Karolina Północna)
Atlantic – jednostka osadnicza w Stanach Zjednoczonych, w stanie Karolina Północna, w hrabstwie Carteret, nad Oceanem Atlantyckim.